# Lizeray
Lizeray település Franciaországban, Indre megyében. Lakosainak száma 83 fő (2022. január 1.). Lizeray Les Bordes, Issoudun, Ménétréols-sous-Vatan, Paudy, Saint-Aoustrille és Saint-Valentin községekkel határos.

## Népesség
A település népességének változása:
| Lakosok száma | 174  | 124  | 102  | 107  | 97   | 86   | 82   | 85   | 86   | 83   |
|               | 1968 | 1982 | 1990 | 2006 | 2013 | 2015 | 2017 | 2019 | 2020 | 2022 |